# Pangrapta umbrosa
Pangrapta umbrosa là một loài bướm đêm trong họ Erebidae.